# Anacampseros bayeriana
Anacampseros bayeriana är en tvåhjärtbladig växtart som beskrevs av S. Hammer. Anacampseros bayeriana ingår i släktet Anacampseros och familjen Anacampserotaceae. Inga underarter finns listade i Catalogue of Life.